# Florin de l'Allemagne du Sud

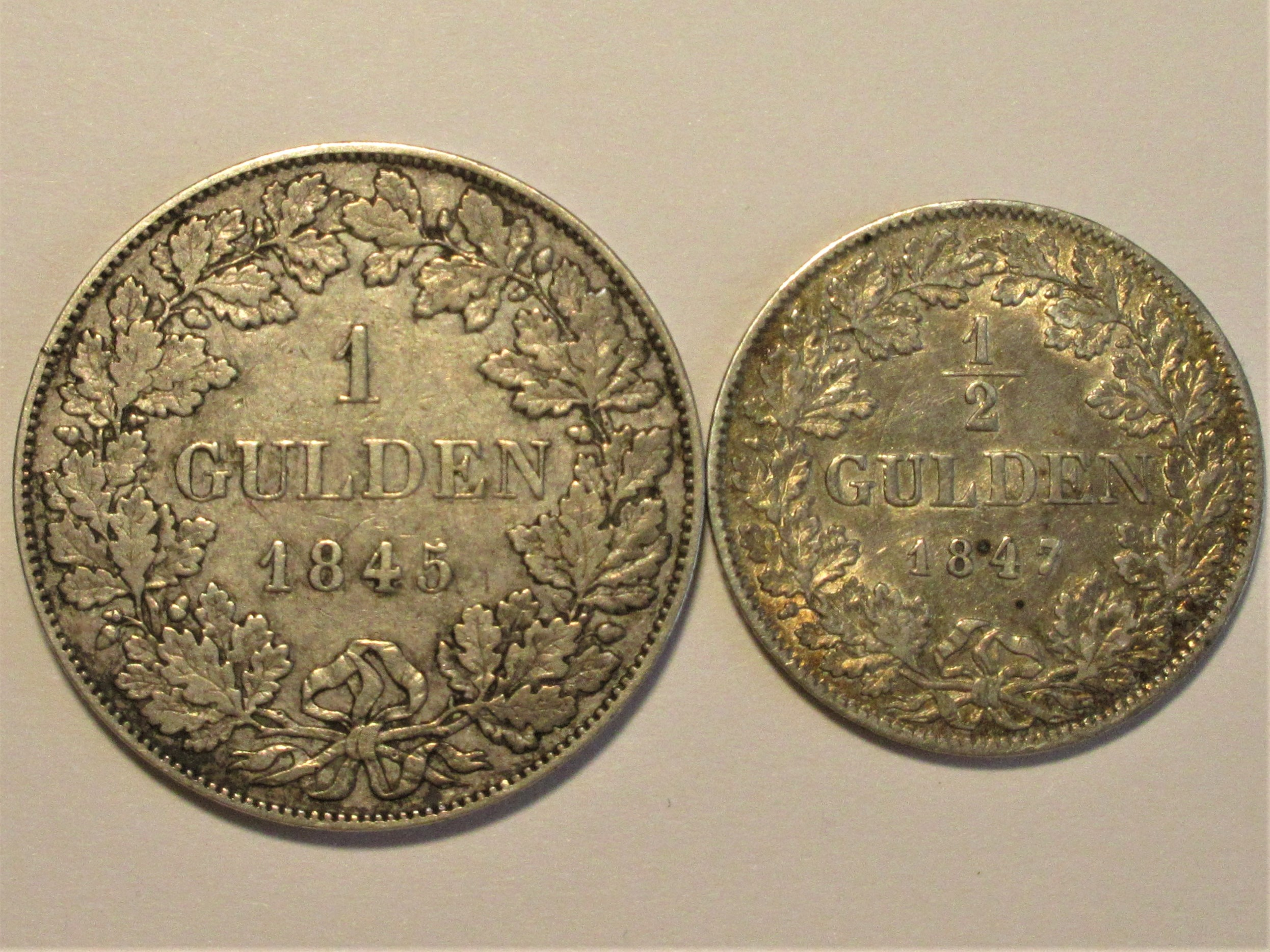
Avers des pièces de 1 et ½ florin, en argent, frappées à Munich en 1845 et 1847.

Le florin de l'Allemagne du Sud (Süddeutsche Gulden en allemand) est une ancienne monnaie de compte utilisée entre 1754 et 1873, dans le royaume de Bavière, le grand-duché de Bade, le royaume de Wurtemberg, la ville libre de Francfort et la province de Hohenzollern.
Son nom (Gulden) provient du florin d'or de Florence, qui fut la monnaie la plus circulante dans ces régions à partir du XIVe siècle.
Cette monnaie est remplacée par le Goldmark de par la loi monétaire du 4 décembre 1871, fondant l'unité monétaire de l'Empire allemand et mettant fin, en 1873, à un système multi-monétaire complexe, entre autres en adoptant le système décimal et l'étalon-or.
Le florin est défini par rapport au Konventionstaler, institué en 1748, circulant dans le Saint-Empire, et qui stipule que : 1 florin vaut un vingtième du marc de Cologne (233,856 g), et pèse donc 11,693 g d'argent à 900 millièmes. Cependant, ces États s'organisent pour définir un florin plus compétitif, pesant 9,744 d'argent fin : cette diminution leur permet de rivaliser avec l'Autriche et de se rapprocher du royaume de Prusse.
Il est divisé en 60 kreuzers.
1 kreuzer vaut 4 pfennig ou 8 hellers.
Chacun de ces États germaniques du Sud, dont le commerce est perturbé par l'effondrement du Saint-Empire et les guerres napoléoniennes, va, dans le cadre de la Confédération germanique, frapper sa propre monnaie :
- le royaume de Bavière, émet le florin bavarois ;
- le grand-duché de Bade, le florin badois (en) ;
- le royaume de Wurtemberg, le florin du Wurtemberg (en) ; etc.

Tous ses États rejoignent en 1837, le Zollverein, une union commerciale, douanière et monétaire, qui redéfinit la monnaie référentielle, à savoir le thaler, en donnant l'avantage économique à la Prusse. Le traité monétaire signé à Dresde en 1838 liait le thaler au florin dans un rapport de : 2 thalers égale 3 ½ florins.
Une nouvelle convention monétaire est adoptée, définissant le Vereinsthaler en 1857.